# Francis Wayland (Politiker)
Francis Wayland III (* 23. August 1826 in Boston, Massachusetts; † 9. Januar 1904 in New Haven, Connecticut) war ein US-amerikanischer Politiker. In den Jahren 1869 und 1870 war er Vizegouverneur des Bundesstaates Connecticut.

## Werdegang
Francis Wayland lebte in New Haven. Im Jahr 1846 absolvierte er die Brown University in Providence (Rhode Island), deren Präsident zu diesem Zeitpunkt sein Vater Francis Wayland war. Danach studierte er an der Harvard University Jura. 1864 wurde er in seiner Heimat Nachlassrichter. Politisch wurde er Mitglied der Republikanischen Partei.
Im Jahr 1868 wurde Wayland an der Seite von Marshall Jewell zum Vizegouverneur von Connecticut gewählt. Dieses Amt bekleidete er zwischen 1869 und 1870. Dabei war er Stellvertreter des Gouverneurs und Vorsitzender des Staatssenats. Im Jahr 1872 wurde er Professor für Rechtswissenschaften an der Yale University. Zwischen 1873 und 1903 war er Dekan der dortigen juristischen Fakultät. Er starb am 9. Januar 1904 in seiner Heimatstadt New Haven.